# Cyperus cephalanthus
Cyperus cephalanthus är en halvgräsart som beskrevs av John Torrey och William Jackson Hooker. Cyperus cephalanthus ingår i släktet papyrusar, och familjen halvgräs. Inga underarter finns listade i Catalogue of Life.